# Birgitte Bidgau-Davidsen
Birgitte Bidgau-Davidsen (født 1. april 1959) er en dansk forfatter.
Birgitte Bidgau-Davidsen er uddannet socialpædagog og har siden videreuddannet sig i ledelse og organisation. Hun har i mange år arbejdet som leder indenfor hjemløshed, stofmisbrug og alkoholbehandling.
Senest var Birgitte Bidgau-Davidsen distriktsleder for Lænken i Region Sjælland med ambulatorier i blandt andet Greve, Lejre, Køge, Roskilde og Solrød.
Bidgau-Davidsen har tidligere arbejdet som stedfortræder på Forsorgshjemmet Solvang og som Forstander på Tornehøjgård, et botilbud for aktive stofmisbrugere. Tornehøjgård blev på daværende tidspunkt betegnet som et af Københavns Amts mest belastede miljøer.

## Forfatterskab
Birgitte Bidgau-Davidsen debuterede i 2014 med kriminalromanen Men mor kom ikke, der omhandler en børneflok, der udsættes for systematisk seksuelt misbrug af en gruppe mænd, kaldet Fædregruppen. Hovedpersonen er vicepolitikommissær Karsten Bruun, der sammen med sit team undersøger en række mystiske dødsfald og derved kommer på sporet af pædofilringen. En traumatiseret kampsoldat og veteran fra Krigen i Afghanistan kommer til at spille en væsentlig rolle i opgøret med Fædregruppen.
Bidgau-Davidsens litterære stemme beskrives af læsere og anmeldere som værende sober, blid og flydende. Hendes skrivestil betegnes som effektfuld, alt imens den er underspillet. Birgitte Bidgau-Davidsen skriver om grum uhygge, ulidelig fortræd og stor skønhed på en og samme tid, og benytter nuancerede personskildringer, skarpe miljøbeskrivelser, subtil ironi samt et nærmest poetisk sprog til at skabe sit litterære univers.
Birgitte Bidgau-Davidsen skriver også lyrik og har under pseudonymet Gustav Dan Gride udgivet digtsamlingen Inden Mørket.